# Mistrzostwa Afryki w Zapasach 1990
Mistrzostwa Afryki w zapasach w 1990 roku rozegrano w dniach 21-23 czerwca w Casablance w Maroku.

## Tabela medalowa
Gospodarz zawodów został zaznaczony kolorem.
| Miejsce | Kraj       | Złoto | Srebro | Brąz | Razem |
| 1.      | Egipt      | 12    | 2      | 5    | 19    |
| 2.      | Nigeria    | 7     | 2      | 2    | 11    |
| 3.      | Maroko     | 1     | 6      | 4    | 11    |
| 4.      | Algieria   | 0     | 6      | 6    | 12    |
| 5.      | Tunezja    | 0     | 3      | 2    | 5     |
| 6.      | Mauritius  | 0     | 1      | 0    | 1     |
| 7.      | Mauretania | 0     | 0      | 1    | 1     |
| Razem   | Razem      | 20    | 20     | 20   | 20    |

## Wyniki mężczyźni

### styl wolny
| Waga    | Złoto:                            | Srebro:               | Brąz:                        |
| 48 kg   | Amos Ojo                          | Yacine Benzaid        | Nadżib Ahmad                 |
| 52 kg   | Tebe Dorgu                        | Rachid Benhamadi      | Faradż Abd al-Munim Muhammad |
| 57 kg   | Okoro Egbe                        | Abdennour Boukhaoua   | Said Amimer                  |
| 62 kg   | Idris Jimoh                       | Abdelkader Bahloul    | Abdelhalim Hachaichi         |
| 68 kg   | Ibo Oziti                         | Husam ad-Din Hamid    | Lotfi Tebessi                |
| 74 kg   | Muhammad al-Chudari               | Philipe Olawale       | Belkhir Mounir               |
| 82 kg   | Muhji ad-Din Abd al-Haris Ramadan | Mounir Sissaaoui      | Enekpedekumoh Okporu         |
| 90 kg   | Victor Kodei                      | Abd al-Aziz as-Safawi | Mustafa Abd al-Haris Ramadan |
| 100 kg  | Ali Dżabr                         | Martins Ubaha         | Oumar Samba Sy               |
| +100 kg | Jackson Bidei                     | Hasan al-Haddad       | Abdelkader Haous             |

### styl klasyczny
| Waga    | Złoto:                            | Srebro:             | Brąz:                 |
| 48 kg   | Nadżib Ahmad                      | Mohamed Moumen      | Yacine Benzaid        |
| 52 kg   | Aszraf Abd al-Fattah              | Said Fahim          | Rachid Benhamadi      |
| 57 kg   | Abd ar-Rahman Nana                | Ali Houimli         | Imad ad-Din al-Asar   |
| 62 kg   | Aszraf Hanafi                     | Raszid Lachdar      | Kamel Nedjini         |
| 68 kg   | Husam ad-Din Hamid                | Mazuz Bin Dżada     | Sa’id as-Sawakin      |
| 74 kg   | Muhammad al-Chudari               | Said Baddaj         | Tadjer Nacer          |
| 82 kg   | Muhji ad-Din Abd al-Haris Ramadan | Lofti Rahmani       | Mustapha Solaihan     |
| 90 kg   | Mustafa Abd al-Haris Ramadan      | Mohaber Gowtam      | Abd al-Aziz as-Safawi |
| 100 kg  | Kamal Ibrahim                     | Khalifa Ben Nasseur | Martins Ubaha         |
| +100 kg | Hasan al-Haddad                   | Raszid Bilaziz      | Abdelkader Haous      |